# FIN7
Fin7 — група хакерів, яку звинувачують у крадіжці 15 мільйонів номерів банківських карт із баз даних західних мереж магазинів та ресторанів у 2015–2017 роках. 
Обсяг викрадених групою Fin7 номерів карток є одним з найбільших в історії. Прибутки угрупування складали близько 50 мільйонів доларів на місяць.

## Діяльність
За оцінками правоохоронців, кіберугрупування Fin7 налічувало десятки хакерів, які розробляли зловмисні програмні засоби та використовували сервери в декількох країнах для уникнення викриття. Для отримання доступу до комп'ютерних мереж підприємств хакери використовували методику фішингу. Особливістю роботи групи було використання зловмисних програм, що вбудовувалися у касові комп'ютери під'єднані до POS-терміналів.
Жертвами хакерів стали понад 3600 локацій, що належали понад 120 компаніям США, зокрема мережам Chipotle Mexican Grill, Omni Hotels & Resorts, Trump Hotels, Whole Foods, Chili's, Arby's, Red Robin, Jason's Deli. Постраждали також компанії в Англії, Австралії та Франції. Найбільше постраждали підприємства, що не були обладнані новітніми терміналами для зчитування карток з EMV-чипом, а використовували менш захищену магнітну стрічку.
Викрадені дані кіберзлочинці продавали на «чорних ринках» темної мережі, таких як Joker's Stash.
Серед спеціалістів з кіберзлочинності Fin7 здобула славу особливо професійної та дисциплінованої організації, що ускладнювало її викриття. Свідчення вказували на те, що група російськомовна, але не прив'язана до певної країни, працювала за робочим графіком у денний час та із вихідними. Група Fin7 приділяла значну частину уваги тестуванню власних програмних засобів щодо антивірусів та оновлень антивірусних баз, постійно удосконалюючи та змінюючи свої програми. Для прикриття зловмисних намірів, ватажки організації створили фірму в галузі інформаційної безпеки, яка надавала послуги тестування на проникнення, що нібито мала офіси в Ізраїлі та Росії й мала назву  Combi Security.

## Розслідування та арешти
Платіжні системи VISA та MasterCard кооперували з правоохоронними органами у розслідуванні злочинів Fin7.
1 серпня 2018 року правоохоронні органи США повідомили про ув'язнення трьох ватажків кіберугрупування, кожен з яких є громадянином України:
- Дмитро Федоров, 44 роки
- Федір Гладир, 33 роки
- Андрій Колпаков, 30 років

Федір Гладир, якого вважають системним адміністратором групи, був арештований у Німеччині в січні 2018 року та екстрадований до США у травні. Федоров та Колпаков, яких підозрюють у керуванні іншими хакерами, були ув'язнені в Польщі та Іспанії відповідно.

## Пов'язані злочини
Угрупування Fin7 також пов'язують із зловмисними програмними засобами Carbanak та Cobalt, що використовувалися проти фінансових інституцій у 2013–2017 роках, а також GRIFFON (2019).